# Multitud
Multitud es un concepto de la ciencia política y el derecho constitucional que representa la multiplicidad social de sujetos que es capaz de actuar en común como agente de producción biopolítica dentro del sistema político. 
En la Edad Moderna la noción de multitud, promovida fundamentalmente por Spinoza, se diferenció de la distinción de «pueblo» y «muchedumbre», promovida por Hobbes e imperante hasta nuestros días. La diferencia básica es que bajo la distinción de Hobbes el conjunto de ciudadanos quede simplificada una unidad como cuerpo único con voluntad única (ya sea una mera muchedumbre, masa o gentío o que reúna los requisitos necesarios para ser considerada como pueblo), mientras que el concepto de multitud rehúsa de esa unidad conservando su naturaleza múltiple.
Por otro lado, Michael Hardt y Antonio Negri en su obra: Multitud: guerra y democracia en la era del Imperio (2004), mencionan que el pueblo es un conjunto de individuos de diversas clases que bajo la figura de pueblo se sintetizan o reducen estas diferencias sociales en una identidad. La multitud, por el contrario, no representa una unidad, sigue siendo plural y múltiple. Por tanto, la multitud se compone por un conjunto de singularidades plurales y estas se diferencian de la unidad indiferenciada del pueblo.
En la segunda mitad del siglo XX, el concepto fue retomado dentro de variantes de anticapitalismo libertario popularizado recientemente por pensadores dentro del llamado operaísmo italiano.

## ElLeviathande Hobbes vs Spinoza: pueblo vs. multitud
Pensadores como Antonio Negri y Paolo Virno han popularizado una diada conceptual que retoman del famoso tratado de teoría política escrito por el inglés Thomas Hobbes en el siglo XVII, el De cive. Allí Hobbes establece que ("Los ciudadanos, cuando se rebelan contra el estado, representan a la multitud contra el pueblo." Hobbes, 1652: XII, 8. citado en Multitud y principio de individuación, Virno, Paolo ). Así el pueblo sería la figura que una población adquiere cuando se subordina a la regla de los nacientes en ese entonces estados-nación modernos. 
En oposición a esto estaría lo que Hobbes denomina multitud como algo que se mantiene en la diversidad/pluralidad y la descentralización que elude el Uno que la figura pueblo quiere imponer. Así pues:

"Ambas polaridades, pueblo y multitud, reconocen como padres putativos a Hobbes y Spinoza. Para Spinoza, la multitud representa una pluralidad que persiste como tal en la escena pública, en la acción colectiva, en la atención de los asuntos comunes, sin converger en un Uno, sin evaporarse en un movimiento centrípeto. La multitud es la forma de existencia política y social de los muchos en cuanto muchos: forma permanente, no episódica ni intersticial. Para Spinoza, la multitud es el arquitrabe de las libertades civiles (Spinoza 1677)."
Paolo Virno, Gramatica de la multitud. Para un análisis de las formas de vida contemporaneasblack

## La multitud y sus refugios después de la emergencia del estado moderno
Paolo Virno encuentra que la multiplicidad de la multitud encontró refugios después de la creación del estado moderno en otras parejas conceptuales a las que fue subordinada dentro de dos importantes tradiciones políticas de la modernidad. Estas son las liberales y las socialdemócratas:

"En el pensamiento liberal, la inquietud despertada por los "muchos" fue aquietada mediante el recurso de la dupla público- privado. La multitud, antípoda del pueblo, cobra la semblanza algo fantasmal y mortificante de lo denominado privado. Téngase en cuenta: también la dupla público- privado, antes de volverse obvia, se forjó entre sangre y lágrimas en mil contiendas teóricas y prácticas; y ha derivado, por lo tanto, en un resultado complejo. ¿Qué puede ser más normal para nosotros que hablar de experiencia pública y experiencia privada? Pero esta bifurcación no ha sido siempre tan obvia. Y es interesante esta fallida obviedad, pues hoy estamos tal vez en un nuevo Seiscientos, en una época en la que estallan las antiguas categorías y deben acuñarse otras nuevas. Muchos conceptos que aún parecen extravagantes e inusuales- por ejemplo, la noción de democracia no representativa- tienden a tejer un nuevo sentido común, aspirando, a su vez, a devenir "obvias". Pero volvamos al tema. "Privado" no significa solamente algo personal, atinente a la interioridad de tal o cual; privado significa antes que nada privo: privado de voz, privado de presencia pública. En el pensamiento liberal la multitud sobrevive como dimensión privada. Los muchos están despojados y alejados de la esfera de los asuntos comunes.

¿Dónde hallamos, en el pensamiento socialdemócrata algún eco de la arcaica multitud? Quizá en el par colectivo- individual. O, mejor aún, en el segundo término, el de la dimensión individual. El pueblo es lo colectivo, la multitud es la sombra de la impotencia, del desorden inquieto, del individuo singular. El individuo es el resto sin importancia de divisiones y multiplicaciones que se efectúan lejos de él. En aquello que tiene de singular, el individuo resulta inefable. Como inefable es la multitud en la tradición socialdemócrata.
"
Paolo Virno, Gramatica de la multitud. Para un análisis de las formas de vida contemporaneas.black

## La crisis del Estado nación y el retorno de la multitud
Diversas teorías han recientemente hablado sobre la crisis del Estado Nación e inclusive han comenzado a invocar la noción de estados fallidos en lugares donde el Estado nación nunca logró los niveles de centralización e imperio de la ley que necesita el Leviatán. Virno afirma que el paso fuera del uno del Estado nación es hacia un a multiplicidad y esto implica un proceso de individuación. En tanto esto es un proceso habría aquí tres preindividualidades principales como serían las de carácter biológico, las de la lengua comunal y las del modo de producción dominante. Estas serían un trasfondo que estará en la subjetividad nueva en proceso de individuación.
De todas formas este proceso que para Virno en mucho es llevado a cabo por las nuevas condiciones del trabajo postfordista informatizado. En esta nueva condición social el trabajo deja de estar enraizado en las condiciones disciplinarias de la fábrica para pasar a una producción social más descentralizada en la lógica de la sociedad en red. Aunque por un lado estas nuevas condiciones condenan en muchos casos a las personas a la precariedad laboral en otros casos pueden ser posibilidades de éxodo (política), o de liberación de la relación salarial y de clases. En esta forma:

"Decir que todo el trabajo postfordista es trabajo complejo, no reducible a trabajo simple, significa también que la "teoría de la proletarización" resulta en la actualidad totalmente desenfocada. Esta teoría se centralizaba en afirmar la tendencia a la equiparación del trabajo intelectual con el manual. Por ello, resulta inadecuada para explicar la intelectualidad de masas, o, lo que es lo mismo, el trabajo vivo en cuanto general intellect. La teoría de la proletarización fracasa también en cuanto el trabajo intelectual (o complejo) no es identificable con una red de saberes especializados, sino que se identifica con el uso de facultades genéricas lingüísticas- cognoscitivas del animal humano. Éste es el pasaje conceptual (y práctico) que modifica todos los términos de la cuestión.

La fallida proletarización no significa que los trabajadores calificados conserven nichos privilegiados. Significa ante todo que toda la fuerza de trabajo postfordista, en cuanto compleja o intelectual, no se caracteriza por aquella suerte de homogeneidad por sustracción que implica por sí el concepto de "proletariado". Dicho de otro modo: significa que el trabajo postfordista es multitud, no pueblo.
"
Paolo Virno, Gramatica de la multitud. Para un análisis de las formas de vida contemporaneas.black

Esta nueva condición Virno denomina Comunismo del capital en tanto la producción:

"Si el fordismo había incorporado, y transcripto a su modo, algunos aspectos de la experiencia socialista, el postfordismo ha destituido de fundamento tanto al keynesianismo como al socialismo. El postfordismo, basado en el general intellect y la multitud, declina a su modo instancias típicas del comunismo (abolición del trabajo, disolución del Estado, etc.). El postfordismo es el comunismo del capital."
Paolo Virno, Gramatica de la multitud. Para un análisis de las formas de vida contemporaneas.black

## Relevancia de la teoría de la multitud y los nuevos movimientos sociales

Recibimiento de misión política y comercial británica encabezada por Sir Maurice Bunsen. Frente a la Estación Central Gral. Artigas, en la calle La Paz 1095 (entre las calles Paraguay y Río Negro). En 1918

Las reflexiones aquí expuestas llevan dentro de si la experiencia teórico/practica de los movimientos sociales autónomos europeos desde los años setenta hasta hoy en un corpus teórico conocido comúnmente como autonomismo. Este rompía en forma importante con el marxismo en tanto desechaba la noción del proletariado y de proletarizacion hacia las posibilidades liberadoras que ofrecía la evasión de las relaciones de producción salariales del fordismo hacia formas de obtención de la subsistencia en condiciones más flexibles en lo que se llamó como el movimiento de rechazo del trabajo en algunos trabajos sociológicos de la época.
Este movimiento de lucha mostraba en sí mismo la tendencia del capitalismo hacia formas más flexibles de explotación cuando este entraba en su época posfordista. El sujeto del obrero industrial priviliegiado por el marxismo y el anarcosindicalismo fue llevado a crítica en los sesenta debido a que cada vez más era absorbido en la lógica domesticadora de la sociedad de consumo y la negociación con el capital intermediada por el estado así siendo absorbido al statu quo. 
Así desde los sesenta y especialmente desde los hechos y pensamientos alrededor del mayo 68, se construyó una cultura de izquierda más libertaria que abandonaba los paradigmas tradicionales que enfatizaban al sujeto del proletariado industrial y así se comenzó constatar las condiciones más diversas de relación de las personas con el sistema capitalista postfordista en el cual el empleo fijo era algo más difícil de alcanzar y nuevas subjetividades menos tradicionales dentro de este viejo paradigma como los migrantes, los desocupados, las mujeres, los gais comenzaban a organizarse.
Desde esta perspectiva es que se ha venido organizando la iniciativa del EuroMayDay en Europa el cual desea actualizar el contenido del tradicional primero de mayo enfocado en la clase obrera organizada, a la realidad actual en la cual la precariedad laboral es la condición más visible.